# Markus Grob
Markus Grob (* 1952 in Bern; † 29. Juni 2021 in Karlsruhe) war ein Schweizer Architekt, Autor und Hochschullehrer.

## Werdegang
Markus Grob studierte von 1974 bis 1977 Islamwissenschaft an der Universität Bern und von 1979 bis 1985 Architektur an der ETH Zürich. Nach seinem Diplom arbeitete er bis 1987 bei Harry Roos und Thomas Schregenberger in Zürich und von 1990 bis 1995 bei Adolf Krischanitz in Wien. 1996 wurde Grob Stipendiat der Akademie Schloss Solitude in Stuttgart, eingeladen von Annette Gigon. 1998 erhielt er eine Professur an der Staatlichen Hochschule für Gestaltung Karlsruhe, die er bis 2004 innehatte. Ab 1998 arbeitete Markus Grob mit Jai Young Park und von 2006 bis 2021 mit Pfister Schiess Tropeano zusammen. Gestalterisch beratend war er für das Museum Brot und Kunst tätig.

## Werk
als Mitarbeiter bei Roos und Schregenberger:
- 1985–1987: Um- und Anbau Haus Zum Steinernen Trauben, Stein am Rhein

als Mitarbeiter bei Adolf Krischanitz:
- 1991–1994: Innenausbau Hauptpost, Fleischmarkt Wien mit Maler Oskar Putz
- 1993–1996: 1. Preis Masterplan Eisenbahngelände, Eichstätt
- 1995–1996: Haus Sperl, Zurndorf-Friedrichshof
- 1996: Straßengalerie, Donaupark und Stadt Wien

Eigene Bauwerke:
- 1996: Vierpersonenhaus (Entwurf)
- 2007–2013: Restaurierung Villa Patumbah, Zürich mit Pfister Schiess Tropeano[4]

Industriedesign:
- 1994: Meine Möbel, Wien
- 1997: Kabinett des Direktors, Akademie Schloss Solitude Stuttgart

## Ehrungen und Preise
- 1996: Stipendium der Akademie Schloss Solitude[5]

als Mitarbeiter bei Adolf Krischanitz:
- 2002: Auszeichnung – Architekturpreis des Landes Burgenland für Haus Sperl, Zurndorf

## Ausstellungen
- 1994: Fan City Stadtmodelle, Art Club Wien
- 1996: Meine Möbel, Akademie Schloss Solitude Stuttgart
- 1997: Tun der Architektur, Akademie Schloss Solitude Stuttgart
- 1999: Transition, Entwurf eines Medienzentrums in Amersfoort mit Jai Young Park
- 1999: Music’n Motion, ein Konzert im Kubus des Zentrums für Kunst und Medientechnologie mit Jai Young Park

## Bücher
- mit Akademie Schloss Solitude: Tun der Architektur. Edition Solitude, Stuttgart 1997
- Gründe, daß es eine Stadt nicht mehr geben kann, zum Problem des postfeudalen Städtebaus. Raketenstation Hombroich 2004
- mit Oswald Egger (Hrsg.): Gründe, dass es eine Stadt nicht mehr geben kann. Architektur im repräsentierten Gelände. Das böhmische Dorf, Neuss 2005
- mit Leonie Baumann, Yvonne P. Doderer, Karl Heinz Daehr: Die anderen Städte. Band 7: Interventionen: The other cities. IBA Stadtumbau 2010. Stiftung Bauhaus Dessau 2008
- Dächerstreit. Flachdach/Steildach. Adocs Verlag, Hamburg 2014
- mit Bernhard Friese, Isabel Greschat (Hrsg.): Freie Sicht auf Pforzheim. Auf der Suche nach dem Bild der Stadt. Schnell & Steiner, Regensburg 2015